# 1-Up Studio
1-Up Studio Inc., tiền thân là Brownie Brown Co. Ltd., là một nhà phát triển trò chơi điện tử Nhật Bản được thành lập vào ngày 30 tháng 6 năm 2000 tại Tokyo, Nhật Bản và thuộc sở hữu của Nintendo. Vào ngày 1 tháng 2 năm 2013, công ty thông báo do những nỗ lực hợp tác phát triển gần đây của họ với Nintendo, công ty sẽ trải qua một sự thay đổi trong cấu trúc nội bộ, bao gồm cả việc đổi tên thành 1-Up Studio.

## Lịch sử

Logo cũ của công ty - Brownie Brown - được sử dụng cho đến tháng 2 năm 2013

Công ty bao gồm nhiều cựu họa sĩ 2D của Square Co., Ltd. Ít nhất hai trong số những người sáng lập (Shinichi Kameoka và Tsuda Kouji) trước đây đã làm việc trên loạt Mana, từng đoạt giải thưởng trên hệ máy Game Boy và Super NES. Những người sáng lập rời Square vì lý do "bất đồng lý tưởng".
Sản phẩm sáng tạo đầu đầu tiên của công ty là Magical Vacation trên hệ máy Game Boy Advance và chỉ dành cho thị trường Nhật Bản, được phát hành vào năm 2001. Một tựa trò chơi nổi tiếng khác do Brownie Brown phát triển là Sword of Mana, được tạo ra và xuất bản bởi Square Enix. Được cho là một tựa mới trong loạt Seiken Densetsu, nhưng nó thực sự là phiên bản làm lại nâng cao của phần đầu tiên trong loạt, Seiken Densetsu: Final Fantasy Gaiden (được gọi là Mystic Quest ở Châu Âu và Final Fantasy Adventure ở Bắc Mỹ).
Công ty cũng đã được ghi nhận với quá trình phát triển của Mother 3 trong sự hợp tác thành công với Itoi Shigesato và HAL Laboratory cho hệ máy Game Boy Advance, và Magical Starsign (Magical Vacation: When the Five Stars Align ở Nhật Bản) cho Nintendo DS. Brownie Brown bày tỏ sự quan tâm đến phiên bản Mother 3 của Nintendo DS nếu Nintendo yêu cầu, họ sẽ làm và muốn người hâm mộ ở nước ngoài thích nó.
Mặc dù công ty mới chỉ phát hành trò chơi điện tử cho hệ máy cầm tay của Nintendo cho đến thời điểm này, nhưng trước đó công ty đã công bố một tựa game cho Nintendo GameCube, tên là Gofuku, dự kiến phát hành vào năm 2005 cùng với Magical Vacation: When the Five Stars Align.
Công ty sau đó đã phát hành Blue Dragon Plus cho Nintendo DS, được phát triển cùng với Mistwalker, và tham gia vào thị trường trò chơi có thể tải xuống vào năm 2009 với A Kappa's Trail, một trò chơi DSiWare. Brownie Brown cũng làm Livly Garden trên DS, dựa trên một trò chơi được chơi trên trình duyệt của So-net Entertainment, phát hành tại Nhật Bản vào ngày 28 tháng 1 năm 2010, và hỗ trợ phát triển hai tựa trò chơi của Level-5, Professor Layton's London Life, và một tựa thêm vào của Professor Layton and the Last Specter, và Fantasy Life, tương ứng cho DS và 3DS.
Vào ngày 1 tháng 2 năm 2013, hãng thông báo trên trang web chính thức ban đầu rằng, do những hợp tác phát triển thành công gần đây của họ với Nintendo, Brownie Brown đã trải qua những thay đổi trong cấu trúc nội bộ, bao gồm cả việc chính thức đổi tên thành 1-Up Studio. Kể từ đó, 1-Up Studio đã hoạt động như một công ty phát triển hỗ trợ cho các tựa trò chơi do Nintendo phát triển.

## Trò chơi đã phát triển

### Hợp tác dưới tên Brownie Brown
| Năm  | Tiêu đề                        | Thể loại                  | Hệ máy           | Hãng phát hành          | Role |
| ---- | ------------------------------ | ------------------------- | ---------------- | ----------------------- | ---- |
| 2001 | Magical Vacation               | Nhập vai                  | Game Boy Advance | Nintendo                |      |
| 2003 | Sword of Mana                  | Hành động nhập vai        | Game Boy Advance | Square Enix             |      |
| 2006 | Mother 3                       | Nhập vai                  | Game Boy Advance | Nintendo                |      |
| 2006 | Magical Starsign               | Nhập vai                  | Nintendo DS      | Nintendo                |      |
| 2007 | Heroes of Mana                 | Chiến lược thời gian thực | Nintendo DS      | Square Enix             |      |
| 2008 | Blue Dragon Plus               | Nhập vai chiến thuật      | Nintendo DS      | AQ Interactive          |      |
| 2009 | A Kappa's Trail                | Giải đố                   | Nintendo DSi     | Nintendo                |      |
| 2009 | Professor Layton's London Life | Nhập vai                  | Nintendo DS      | Level 5                 |      |
| 2009 | Professor Layton's London Life | Nhập vai                  | Nintendo DS      | Nintendo                |      |
| 2010 | Livly Garden                   |                           | Nintendo DS      | Marvelous Entertainment |      |
| 2011 | Super Mario 3D Land            | Platform                  | Nintendo 3ds     | Nintendo                |      |
| 2012 | Fantasy Life                   | Nhập vai                  | Nintendo 3ds     | Level 5                 |      |

### Hợp tác dưới tên 1-Up Studio
| Năm  | Tựa                                   | Hệ máy                        | Nhà phát hành | Role                                                        |
| ---- | ------------------------------------- | ----------------------------- | ------------- | ----------------------------------------------------------- |
| 2013 | Flipnote Studio 3D                    | Nintendo 3DS                  | Nintendo      | Thiết kế, lập trình                                         |
| 2013 | Super Mario 3D World                  | Wii U                         | Nintendo      | Thiết kế, thiết kế màn chơi, âm thanh                       |
| 2014 | Captain Toad: Treasure Tracker        | Wii U                         | Nintendo      | Thiết kế, thiết kế màn chơi, âm thanh                       |
| 2015 | The Legend of Zelda: Tri Force Heroes | Nintendo 3DS                  | Nintendo      | Thiết kế, lập trình                                         |
| 2017 | Super Mario Odyssey                   | Nintendo Switch               | Nintendo      | Thiết kế, thiết kế màn chơi, lập trình công cụ CG, âm thanh |
| 2018 | Captain Toad: Treasure Tracker        | Nintendo 3DS, Nintendo Switch | Nintendo      | Thiết kế, thiết kế màn chơi, âm thanh                       |
| 2019 | Ring Fit Adventure                    | Nintendo Switch               | Nintendo      | Thiết kế, lên kế hoạch, lập trình                           |
| 2020 | Animal Crossing: New Horizons         | Nintendo Switch               | Nintendo      | Thiết kế                                                    |
| 2020 | Super Mario 3D All-Stars              | Nintendo Switch               | Nintendo      | Thiết kế                                                    |
| 2021 | Super Mario 3D World + Bowser's Fury  | Nintendo Switch               | Nintendo      | Thiết kế, thiết kế màn chơi, lập trình công cụ CG, âm thanh |